# Hadersdorf am Kamp
Hadersdorf am Kamp ist eine Ortschaft und eine Katastralgemeinde der Gemeinde Hadersdorf-Kammern im Bezirk Krems-Land in Niederösterreich. Die Ortschaft hat 1635 Einwohner (Stand 1. Jänner 2024).

## Geschichte
Im Gebiet um Hadersdorf sind seit der Altsteinzeit Funde belegt. Südlich des Ortes wurden neolithische Siedlungsplätze sowie Werkzeuge der frühen und mittleren Bronzezeit gefunden und weiters 130 Gräber aus der Urnenfelderkultur ausgegraben. Einzelne Quellen sprechen von einer „Hadersdorfer Kultur“. Einige Objekte sind beim Bahnhof Hadersdorf in einer Vitrine zu besichtigen.
Das um 865 urkundlich als in Weride genannte Gebiet bezeichnet eine Wörth am Austritt des Kamps aus der böhmischen Masse. Die Kirche bei Hadersdorf ist mit ecclesia Heiderichstorf (Haderichesdorff) für das Jahr 1136 belegt. Der Name bezieht sich auf das Geschlecht der Haderiche, die Herren der Schwarzenburg in Nöstach waren. Um 1238 wurde Hadersdorf als eigenständige Pfarre genannt, als Rudolphus, Pfarrer de Hedreisdorf eine Urkunde bezeugte. Das Marktrecht ist erstmals für das Jahr 1365 belegt, dürfte aber schön früher bestanden haben.
Hadersdorf war lange Zeit landesfürstlich, bevor es ab 1440 verpfändet wurde. Im Dreißigjährigen Krieg hatte Graf Heinrich Matthias von Thurn sein Hauptquartier in Hadersdorf aufgeschlagen, woraufhin böhmische Aufständische den Ort verwüsteten und 1645 zogen die Schweden plündernd durch den Ort. Auch während der Koalitionskriege gegen Napoleon kam es in den Jahren 1805 und 1809 zu Plünderungen.
Im Jahr 1760 gelangte die Herrschaft Hadersdorf an das Stift Zwettl und verblieb dort bis zur Aufhebung der Grundherrschaft. Am 7. Oktober 1848 nächtigte Kaiser Ferdinand I. auf seiner Flucht nach Olmütz im Pfarrhof.

### Massaker von Hadersdorf
Am 6. April 1945 wurden aus dem Zuchthaus Stein entlassene Häftlinge unter anderem in Hadersdorf am Kamp, Engabrunn und Theiß angehalten und zunächst in Hadersdorf interniert. Am nächsten Tag übergaben lokale Funktionäre der NSDAP die Männer auf Befehl der Kreisleitung Krems an eine vor Ort liegende Einheit der Waffen-SS zur Erschießung (im Rahmen der Kremser Hasenjagd oder der Kremser Häftlingsmorde). Insgesamt 61 Gefangene mussten unter ständigen Misshandlungen durch die Bewacher neben dem Gemeindefriedhof ihr eigenes Massengrab ausheben. Wer dabei nicht bereits an Erschöpfung gestorben war, wurde nach Abschluss der Grabungsarbeiten durch Maschinengewehrfeuer oder Pistolenschüsse getötet. Die Leichen wurden am 6. März 1946 exhumiert und in Wien gerichtsmedizinisch untersucht, wobei man einen Teil der Toten identifizieren konnte. Im Anschluss fanden die Opfer auf dem Wiener Zentralfriedhof im Ehrenhain (Gruppe 40) ihre letzte Ruhestätte. In Hadersdorf selbst erinnert heute eine Gedenktafel am Ortsfriedhof an die Ereignisse des 7. April 1945. Von Aktivisten angebrachte Zusatztafeln listen die Namen der Opfer auf.

## Historischer Marktplatz
Der Marktplatz zeigt den Zustand des 17. Jahrhunderts, nachdem der Ort im Schwedenkrieg verwüstet und wieder aufgebaut wurde. Viele Gebäude stammen aus dem 16. Jahrhundert, einige wurden nach Modernisierungen behutsam in den alten Zustand rückversetzt, sodass der Markt ein geschlossenes Bauwerkensemble darstellt. Der historische Marktplatz ist durch die Haager Konvention geschützt. Der Platz zeugt auch von der einstigen wirtschaftlichen Stellung, da hier Bäcker, Fleischer, Schneider, Schuhmacher, Schmied, Schlosser, Hafner, Wirte, Händler und viele weitere Gewerbebetriebe ansässig waren.

## Öffentliche Einrichtungen
In Hadersdorf befindet sich ein Kindergarten.

## Sehenswürdigkeiten
- Pfarrkirche Hadersdorf am Kamp
- Ensemble von Bürgerhäusern am Hauptplatz

## Persönlichkeiten
- Johann Gottfried Malleck (1733–1798), Orgelbauer
- Hermann Reisinger (1900–1967), nationalsozialistischer Politiker
- Ernst Schmidt jr. (1938–1988), Filmregisseur
- Erich Joham (* 1949), Friseur, Kultfigaro, Aktionist und Erzähler